# Доводчиковы
Доводчиковы (Довотчиковы) — древний русский дворянский род.

## История рода
Афанасий Кузьмич вёрстан новичным окладом по Смоленску (1596).
Сын боярский Иван Салтанович послан в Смоленский уезд для сбора даточных людей, ведал Смоленскими воротами (1609). Андрей Кузьмич получил придачи к окладу за Ржевскую, Новоторжскую и подмосковную службы (1611—1613). Пять представителей рода были в польском плену (1613). Андрей Иванович и Дружина Доводчиковы за службу и раны получили придачи к окладу (1613). Иван Доводчиков владел поместьем в Вологодском уезде (1628). За Ржевскую и Новоторжскую службы (1611—1613) смольянин Пётр Михайлович получил придачи к окладу (1641). Московский дворянин (1677) Яков Петрович описывал и межевал Воротынский уезд (1681). Яков Петрович стряпчий (1692).
Пять представителей рода владели населёнными имениями (1699).